# Jorge do Paço Matoso Maia
Almirante-de-esquadra Jorge do Paço Matoso Maia (Rio de Janeiro, 19 de julho de 1894 — Rio de Janeiro, 3 de maio de 1973) foi um militar brasileiro.
Foi ministro da Marinha do Brasil, de 19 de agosto de 1958 a 3 de janeiro de 1961.